# Джей Рамадановски
Джей Рамадановски (на сръбски: Џеј Рамадановски / Džej Ramadanovski; Белград, 29 май 1964 г. – Белград, 6 декември 2020 г.) е югославски и сръбски певец на фолклорна, турбофолк и попфолк музика.
Започва кариерата си през 1987 г. През 90-те години издава редица албуми, а 2 десетилетия по-късно почти спира да записва. В периода от 1988 до 2003 г. издава 13 музикални албума. След това записва само сингли.
Умира на 6 декември 2020 г. в Белград, на 56 години, поради сърдечен арест.

## Биография
Роден е в Белград, като единствено момче в многочленно ромско семейство на обущар Мазлам и градски зелен работник Бария Рамадановски. Семейството произхожда от община Ресен в Северна Македония.
Ранните си години прекарва на улица „Скендербегова“ в Дорчол. След развода на родителите си прекарва известно време при баба си по майчина линия. След това до навършване на пълнолетие е в домове за възпитание на деца и младежи поради склонността си към детска престъпност. По време на престоя си в дома изучава автобояджийски занаят.
След отбиване на военната си служба постъпва на работа в Завода за селскостопански машини „Змай“, където не остава дълго. Връща се към уличния живот и дребната престъпност, а също така започва да се занимава любителски с музика.

## Кариера

### 80-те години на XX век
След като се запознава с Марина Туцакович, той решава да направи първата сериозна крачка в музиката. Участва във фестивала MESAM през 1987 г. с песента Zar ja da ti bišem suze и спечелва второ място. Той се появява във филма Hajde da se volime 2 с участието на Лепа Брена, където изпълнява песента Съгласен ли си ?.

### 90-те години на XX век и началото на XXI век
През 90-те години на XX век Рамадановски е популярен в цяла бивша Югославия и особено в Сърбия, Хърватия и Босна и Херцеговина. Докато е на върха на популярността си, той прави турнета в чужбина (Германия, Швеция, Канада, САЩ и др.).
Печели наградата за певец на годината на фестивала MESAM през 1992 и 1993 г.
На Гранд фестивала през 2008 г. печели второ място с песента Имати па няма, а 2 години по-късно е трети с песента Зърно брусдомути.

## Личен живот
От брака си с бившата си съпруга Нада има дъщери Ана и Мария. По-голямата му дъщеря Ана е омъжена за сръбския попфолк певец Адил Максутович. Джей живее в Белград, на Дорчол. Неговият братовчед Исо Леро Джамба пише текстовете на две от песните му.
Погребан е на 11 декември 2020 г. в Алеята на заслужилите граждани на Новото гробище в Белград.

## Избрана дискография

### Албуми
- Зар ја да ти бришем сузе (1988)
- Џеј Рамадановски (1988)
- Један, два (1989)
- Ко се с’ нама дружи (1991)
- Благо оном ко рано полуди (1992)
- Рађај синове (1993)
- Са моје тачке гледишта (1995)
- Упалите за мном свеће (1996)
- На ивици пакла (1997)
- Опрости мајко (1998)
- Зато (1999)
- Лудо вино (2001)
- Вози, вози (2003)

### Сингли
- Џеј: баладе (1997)
- Џеј: највећи хитови (2001)